# The Yellow Melodies

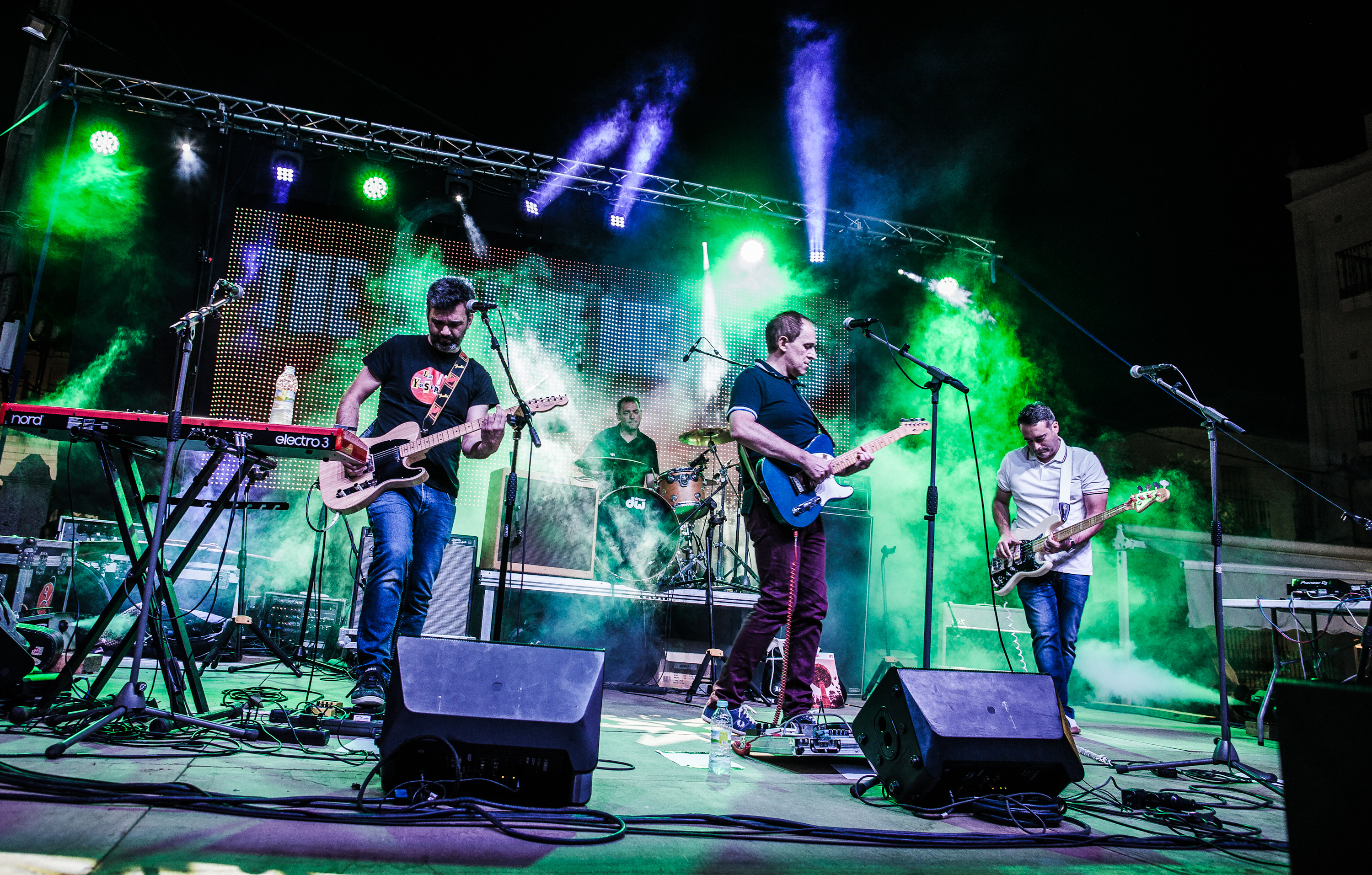

The Yellow Melodies es un grupo de indie pop procedente de Murcia (España).

## Historia
-THE YELLOW MELODIES surgen en Murcia (España) a finales de la década de los 90. Desde entonces, el grupo ha editado 8 álbumes, varios singles y EPs en distintos sellos de todo el mundo (The Beautiful Music -Canadá-, Cloudberry -USA-, Edition 59 -Alemania-, Cherryade -UK-, Jigsaw -USA-, Jabalina, Bubbletone, Clifford,…), y sus canciones han sido incluidas en multitud de recopilatorios de distintos sellos de todo el planeta. 
    -THE YELLOW MELODIES lo forman: Rafa Skam (voz y guitarra); Antonio Clares (bajo y coros), Carlos Abrisqueta (teclados, guitarras y coros) y José Ángel Hernández (batería).
    -Han tocado en directo acompañando a grupos de la talla de EMMA POLLOCK (ex-THE DELGADOS), THE LADYBUG TRANSISTOR o THE PRIMARY 5 (ex-TEENAGE FANCLUB), y han formado parte del cartel de festivales españoles como Contempopránea, Lemon Pop, Sos 4.8, Sonorama, Easy Pop Weekend, Microsonidos, etc… e incluso internacionales como Indietracks, Wales Goes Pop o el International Pop Overthrow de Liverpool, tocando en la mítica sala The Cavern. Han actuado en diversos programas de televisión, como Los Conciertos de Radio 3 / La 2 de TVE. Han vendido discos por todo el mundo, desde Japón hasta USA pasando por Europa.
     -Durante 2013 publican una exquisita trilogía de álbumes de versiones, llamada «Fans»: 3 LPs publicados exclusivamente en ediciones limitadas de vinilo de color, que han cosechando excelentes críticas en todos los medios. De su tercer álbum ‘New Identities» se llegaron a publicar singles de todas las canciones, con curiosas caras B, rarezas, etc… que serían recopiladas en 2014 por el sello americano Jigsaw Records, en un álbum titulado «Alternate Identities».
    -THE YELLOW MELODIES regresaron en 2017 con un nuevo trabajo, ‘Life’, su octavo álbum, que contiene nueve flamantes temas propios que enriquecen el universo musical de esta excelente formación murciana, alcanzando su mejor momento gracias al minucioso y pasional trabajo compositivo e interpretativo realizado en los últimos tiempos. 
    -Y en la actualidad vuelven con nuevos discos, tras alguna aparición en recopilatorios como "F.A.R. out" (2019), del sello holandés Fadeawayradiate o en dos volúmenes de "A very cherry Christmas", en el sello británico Cherryade.
    -Durante 2020 y 2021, y tras el éxito de 'Life', su anterior álbum, que ha cosechado las mejores críticas de toda su carrera, THE YELLOW MELODIES publican 3 EPs sucesivos y un álbum, titulados 'Sunshine Pop', una colección de melodías brillantes, actitud hedonista y sobre todo, mucho pop... canciones plagadas de luz de sol, amor y juventud, que destacan por la nitidez de sus arreglos y por unas armonías de amplitud celestial que rozan la perfección. También sacan un EP en vinilo 7" en el nuevo sello griego Old Bad Habits.
-Ya en 2021, y coincidiendo con la fecha del 40 aniversario del disco 'Pleasant dreams' de RAMONES, THE YELLOW MELODIES publican su versión del todo el álbum, llevándose las canciones a su terreno. Colabora Antonio Galvañ (PARADE), además de Ruth (VACACIONES) y Antonio (LOS ZAPATOS).

## Miembros
- Rafa Skam: voz / guitarra.
- Antonio Clares: bajo / coros.
- Carlos Abrisqueta: teclados / guitarra.
- José Ángel: batería.

### Miembros pasados
- Pilar Aparisi: bajo y coros (desde 2001 hasta 2018).
- Mª Mar Martínez: teclados, flauta y coros (desde 2009 hasta 2014).
- Fran Vázquez: batería (desde 2013 hasta 2014).
- Miguel Ángel: batería (desde 2009 hasta 2012).
- Jesús: batería (desde 2003 hasta 2009).
- Jaime: teclados (desde 2007 hasta 2009).
- Mª del Mar: viola / coros (desde 2001 hasta 2004).
- Laura: teclados / coros (desde 2001 hasta 2002).
- Ángel Pop: batería (desde 2001 hasta 2002).
- Ismael: batería (desde 1996 hasta 2001).
- Raúl: bajo (desde 1996 hasta 2001).
- Nacho: guitarra / coros (desde 1996 hasta 2001).
- Carlos: teclados (desde 1996 hasta 1998).

## Discografía

### Álbumes
- Repertorio B (Pussycats, 1998).
- High (Jabalina, 2000).
- New Identities (Discos Imprescindibles, 2010).
- Fan #1 (Discos Imprescindibles, 2013).
- Fan #2 (Discos Imprescindibles, 2013).
- Fan #3 (Discos Imprescindibles, 2013).
- Alternate Identities (Jigsaw Records, 2014).
- In Compilations 1997-2016 (Discos Imprescindibles, 2017).
- Life (Hurrah! / The Beautiful Music / Discos Imprescindibles, 2017).
- Pleasant dreams (Snap!! / Hurrah! / Old Bad Habits / Discos Imprescindibles, 2021).

### EP y sencillos
- Surprise (Jabalina, 2002).
- The Championship Cup (Clifford, 2008).
- Split (Cloudberry, 2009).
- New Identities Ep (Clifford, 2009).
- Found Your Smile Ep (Bubbletone, 2010).
- You Make Me Fall In Love (Edition 59 - Vollwert, 2011)
- It's Only Love (Discos Imprescindibles, 2011)
- I'll Never Understand (Discos Imprescindibles, 2011)
- The Story Of My Life (Discos Imprescindibles, 2011)
- Friday Night (Discos Imprescindibles, 2011)
- No More Parties (Discos Imprescindibles, 2011)
- So Well Together (Discos Imprescindibles, 2011)
- Keep Away From Me (Discos Imprescindibles, 2011)
- My Wedding (Discos Imprescindibles, 2011)
- How Television Personalities Learned To Love (The Beautiful Music, 2012)
- Students Of Life. A Tribute to Bmx Bandits (The Beautiful Music / Sweet Grooves, 2015)
- Sunshine Pop Ep1 (Discos Imprescindibles, 2020)
- We all deserve a chance (Old Bad Habits, 2020)
- Sunshine Pop Ep2 (Discos Imprescindibles, 2020)
- Sunshine Pop Ep3 (Discos Imprescindibles, 2021)

### Canciones en recopilatorios
- "Magic land" y "Love me true", en 'New Wave For Your Pretty Face' (In The City, 1997).
- "Dad", en 'Canción Ligera' (Pussycats, 1997).
- "No me imagino", en 'Guía Esencial de la Nueva Ola' (Rock Indiana, 1998).
- "The secret garden", en 'Mucho Más Que... Al Salir De Clase' (Pussycats / Get, 1999).
- "Sí", en 'Mascotas' (Jabalina, 1999).
- "The secret garden", en 'Cinta Indiferente' (Fanzine La Indiferencia nº 7, 1999).
- "Aeropuerto", en 'Homenaje a La Voz Femenina' (El Señor Guindilla, 1999).
- "Puedes llamarme" y "New emotions", en 'El Sol Sale Para Todos...' (Jabalina, 2000).
- "Showgirl", en 'Georgy Girl 5' (Fanzine Georgy Girl nº 5, 2000).
- "Let it be tonight", en 'Mercurio' (Fanzine El Planeta Amarillo nº 2, 2000).
- "She says", en 'Georgy Girl 7' (Fanzine Georgy Girl nº 7, 2001).
- "Someone special", en '10 Años de Espíritu Jabalina' (Jabalina, 2003).
- "They'll come true" y "Mr. Sand and Mrs. Sea", en 'Entresemana' (Sponge / Discos Mary Celeste, 2004).
- "They'll come true", "Mr. Sand and Mrs. Sea", "The championship cup" y "I want to be with you", en 'Entresemana (2ª Edición)' (Sponge / Discos Mary Celeste, 2005).
- "Change" y "Everyday is like today", en 'Megaton Yeye' (Bon Vivant, 2005).
- "A silent place" y "Have you ever...?", en 'Moderno Pero Español, Vol. 5' (Bon Vivant, 2005).
- "Play for today", en 'Acá Está La Cura. Tributo a The Cure' (Licor de Mono, 2006).
- "Mr. Sand & Mrs. Sea (Happy on the beach)" y "I want to be with you", en 'Bikini Beat, Volumen 01' (Bon Vivant, 2006).
- "Everyday is like today", en 'Pop a porter 06' (Bon Vivant, 2006).
- "Mr. Sand & Mrs. Sea (Happy on the beach)", en 'Hablame, Decime Algo, Por Favor!!!' (Licor De Mono, 2008) .
- "You make me fall in love (demo)", en 'Volume 22' (Series Two, 2009).
- "Christmas time", en 'Christmas Special' (Series Two, 2009).
- "The story of my life (acoustic demo)", en 'No Quiero Escuchar Tu Ruido' (Licor de Mono, 2010).
- "Magic land", en 'Cosmopoplitan, Volume 1' (O Bosque - Woodland, 2010).
- "With you in my life", en 'Play On. A Homage to Raspberries' (Clifford, 2010).
- "Vamos a ganar el Mundial", en 'Fast Forward: The World Cup Goes Indie' (Indiecater, 2010).
- "Look back in anger", en 'Dublab Presents… Labrat Label Loves' (Dublab, 2012).
- "Your class" y "Something that you do (acoustic)" en 'A brilliant escape. The happening sounds of beauty' (The Beautiful Music, 2013).
- "You make me fall in love", en 'Indiepop Shop Talk Vol. 1' (Indiepop Shop Talk, 2015).
- "Amanecer", en 'Contemplaciones: Homenaje Iberoamericano a Jeanette' (Plastilina, 2015).
- "Happy Birthday, Merry Christmas", en 'A very cherry Christmas, Volume 11' (Cherryade, 2016).
- "Wombling Merry Christmas", en 'A very cherry Christmas, Volume 12' (Cherryade, 2017).
- "Happy Christmas, Feliz Navidad", en 'A very cherry Christmas, Volume 13' (Cherryade, 2018).
- "It's a good day today [far out mix]", en 'F.A.R. out' (Fadeawayradiate, 2019).
- "Mi Navidad", en 'A very cherry Christmas, Volume 14' (Cherryade, 2019).
- "Navidad interestelar", en 'A very cherry Christmas, EP 2020' (Cherryade, 2020).
- "Driving back home", en 'Do you remember the Holy Roman Empire' (Aldora Britain, 2021).
- "La merienda", en 'La Merienda. Sintonías Tentempié Pop. Volumen 1' (Cpop, 2021).